# COVID-19 в Уругвае
Министерство здравоохранения сообщило о первом случае заболевания COVID-19 в Уругвае 13 марта. По состоянию на апрель 2020 года в Уругвае продолжается вспышка, первые несколько случаев были привезены из Италии и Испании.
Большинство ранних случаев были связаны со свадьбой с 500 людьми в Монтевидео, на которой присутствовал уругваец, возвратившийся из Испании, тест которого впоследствии дал положительный результат. В середине марта были введены различные меры сдерживания, а в конце марта последовали серьезные ограничения на передвижение.

## Общие сведения
12 января 2020 года Всемирная организация здравоохранения (ВОЗ) подтвердила, что новый коронавирус стал причиной респираторного заболевания в группе людей в городе Ухань (провинция Хубэй, Китай), о котором ВОЗ узнала 31 декабря 2019 года
Летальность от COVID-19 намного ниже, чем у SARS, пандемия которого произошла в 2003 году, однако заразность нового заболевания намного выше, что приводит к повышенной смертности.

## Эпидемиология
Первые четыре случая, все импортированные, были зарегистрированы 13 марта. Один из заражённых посетил свадьбу с 500 гостями, двое других отправились в шестичасовую поездку на автобусе из Монтевидео в Сальто. С некоторыми другими пассажирами этой поездки связались власти, у них появились симптомы.
14 марта было объявлено, что у двух пациентов, которые ехали на автобусе 8 марта, было около 200 контактов, которые были отнесены к категории подозреваемых случаев с рекомендуемым домашним карантином.
Местная передача была установлена с двумя не импортированными случаями, о которых сообщили 15 марта. Первые пациенты имели легкие симптомы COVID-19. В следующие несколько дней более 60 подозреваемых случаев были проанализированы и исключены в воздушных и морских портах Уругвая. Считается, что относительно позднее прибытие случаев COVID-19 в Уругвай связано, среди прочего, с редкими прямыми воздушными связями страны со странами, наиболее затронутыми вирусом: Китаем, Германией, северной Италией, Ираном и Южной Кореей.
15 марта врач, работающий в двух медицинских учреждениях, сдал тест, результат был положительным. С пациентами, которые посещали его, и членами медицинской бригады связались власти.
16 марта было объявлено, что один из зараженных был на свадьбе в Парагвае, а позднее, в пятницу, 6 марта, отправился на предыгровую встречу уругвайского футбольного клуба Первого дивизиона, в ходе которой у него было по меньшей мере 20 контактов.
17 марта стало известно, что другие участники свадьбы, три студента частного университета, которые с тех пор посещали индивидуальные занятия, получили положительный результат теста на коронавирус. Их одноклассников попросили изолировать.
Из первых 29 подтвержденных случаев 26 были в столице Монтевидео, где проживает около трети населения страны. Два случая были в Сальто и один в Мальдонадо. Девять случаев были импортированы, а остальные двадцать были переданы из одного подтвержденного случая. Многие из этих ранних случаев были связаны со свадьбой 7 марта в Карраско, в которой участвовало 500 человек. Там присутствовал репатриант из Испании, у которого впоследствии появились симптомы и был обнаружен положительный результат на COVID-19. Из первых 55 случаев в стране 44 были связаны со свадьбой. Пассажир, возвращающийся из Испании, позже сказал: «Я спросил, были ли какие-либо меры в аэропорту, потому что я приехал из Европы, и они сказали „нет“».
Уругвайский врач Мартин Стриевски сказал, что необходимы «культурные изменения». В Уругвае принято приветствовать людей поцелуем в щеку; Стриевски рекомендовал людям приветствовать друг друга, не касаясь друг друга. Он также порекомендовал людям не делиться «мате», уругвайским напитком, который традиционно пьют вместе, деля соломинку. Он посоветовал людям использовать разбавленный отбеливатель для очистки часто прикасающихся поверхностей.
В начале апреля была обнаружена вспышка в Больнице Вилардебо. В результате больница была закрыта и помещена под карантин.

## Реакция властей
После того, как были подтверждены первые случаи, были приняты различные меры. Были отменены публичные мероприятия, а некоторые общественные места были закрыты. Профсоюз «Gremial Única del Taxi» попросил пассажиров не садиться на переднем сиденье такси. Широкий фронт временно приостановил политическую агитацию. Кинотеатры начали требовать, чтобы клиенты сидели с пустым местом между ними. Католические епископы внесли некоторые изменения в церемонии. Торговые центры были закрыты 17 марта 2020 года. «El País» сообщила 18 марта, что министр Хорхе Ларраньяга посоветовал жителям как можно дольше оставаться дома.
Республиканский университет отменил занятия 13 марта 2020 года, и позже объявил о планах ввести дистанционное обучение на оставшуюся часть семестра. Правительство объявило о двухнедельной приостановке занятий в государственных и частных школах в субботу, 14 марта. Школы должны были оставаться открытыми для обеспечения учеников едой, но без занятий. Приостановка занятий позднее была продлена до 13 апреля, а затем продлена на неопределенный срок. Студенты перешли в онлайн-классы, используя компьютеры и онлайн-инструменты, которые уже были настроены с помощью Plan Ceibal. Частные школы, которые не используют Ceibal, вместо этого начали использовать такие инструменты, как Zoom, Cisco Webex, WhatsApp, Google Класс и Moodle.
16 марта правительство издало приказ закрыть все пункты пересечения границы, за исключением Международного аэропорта Карраско. Граница с Аргентиной была закрыта 17 марта в полночь. Закрытие включало речной и воздушный транспорт. Президент Луис Альберто Лакалье Поу сказал, что закрытие границы с Бразилией было «более сложновыполнимым», потому что это сухопутная граница, и многие люди, живущие недалеко от границы, живут «двунациональной жизнью». Лакалье Поу посоветовал людям старше 65 лет оставаться дома. Полеты из США были приостановлены с 18 марта, и из Европы с 20 марта в полночь (00:00), в этот момент аэропорт должен был закрыться.
Правительство рекомендовало работать из дома, не ездить на работу, и ввело бесплатную услугу медицинской консультации по телефону. Для освобождения больничных коек было разрешено перенести операции. Министерство внутренних дел объявило, что патрульные офицеры будут делать объявления с громкоговорителями, прося граждан не собираться большими группами. В тюрьмах были введены температурные проверки, а деятельность заключенных ограничена.
17 марта Министерство экономики и финансов опубликовало перечень цен на такие продукты, как антисептик для рук, очищенный спирт и медицинские маски, чтобы предотвратить взвинчивание цен. В списке указаны места, где можно получить товары, и их цены в каждом месте.
18 марта правительство заявило, что «все на столе», включая возможность «общего карантина» для борьбы с вирусом. На фоне тысяч заявок на страхование по безработице правительство объявило о субсидиях и других мерах, направленных на смягчение экономических последствий пандемии.
Медицинский синдикат Уругвая («Sindicato Médico del Uruguay») призывал к общему карантину (закрытию всех несущественных предприятий и видов деятельности). По состоянию на 19 марта такая возможность обсуждалась в правительстве, но не была реализована из-за опасений по поводу ее экономических последствий.
В конце марта правительство закрыло границы Уругвая для иностранцев, за исключением жителей Уругвая, транзитных пассажиров и городов на границе с Бразилией.
30 марта правительство объявило, что с 1 апреля по 12 апреля будут приняты меры по ограничению передвижения внутри страны в преддверии «Недели туризма» (уругвайское название Страстной недели). Жителям было рекомендовано не пользоваться внедорожниками или путешествовать с охотничьим оружием, а палаточные лагеря были закрыты. Общественности посоветовали оставаться дома и избегать посещения общественных мест или кемпингов.

## Воздействие
Количество ходатайств по безработице резко возросло в середине марта 2020 года, несколько снизилось к концу месяца, а затем снова возросло в начале апреля. В марте месяце было 86 000 заявлений на пособие по безработице, тогда как в среднем за месяц наблюдается около 11 000. Большинство (около 85%) ходатайств были связаны с приостановкой, и только 3% были связаны с увольнениями.
По данным государственной телекоммуникационной компании ANTEL, к началу апреля использование домашнего интернета увеличилось на 32%, а мобильного — на 44%.